# Frédéric Janssoone
Frédéric Janssoone, (também conhecido como Frederic Bendito de Ghyvelde) (19 de novembro de 1838, Ghyvelde, França - 4 agosto de 1916, Montreal, Canadá) foi um francês -born franciscano frei e padre católico que trabalhou na França, Egito, Palestina e Quebec, onde ele morreu. Ele era um pregador popular que restabeleceu a Ordem dos Frades Menores no Canadá.  Ele foi beatificado pela Igreja Católica.

## Vida
Janssoone nasceu na cidade de Ghyvelde, no departamento francês de Nord, a esquina mais a noroeste do país, em 19 de novembro de 1838. Faz parte da Flandres francesa, onde o idioma local é o flamengo francês. Ele era o oitavo e o mais jovem dos treze filhos de Pierre-Antoine Janssoone e Marie-Isabelle Bollengier, e foi batizado de Frédéric-Cornil. Ele nasceu em uma família de agricultores próspera que valorizava a cultura, a educação e sua fé.
Ele tinha apenas nove anos em janeiro de 1848, quando seu pai morreu. Quatro anos depois, em resposta a um chamado religioso, o jovem Frédéric se matriculou em uma faculdade e depois se formou no Instituto Notre-Dame des Dunes, nas proximidades de Dunquerque, para se preparar para o sacerdócio. Em 1855, no entanto, a família passou por momentos difíceis, então o garoto deixou a escola para ajudar a sustentar sua mãe e irmãos. Ele foi trabalhar para alguns comerciantes têxteis, para quem se tornou um vendedor ambulante. Ele logo percebeu que tinha talento para vender. Ele gostava de conhecer novas pessoas e sabia como explicar seus produtos.
Sua mãe morreu em 1861, quando Janssoone decidiu retomar seus estudos. Após a sua conclusão, em 24 de Junho de 1864, entrou no noviciado dos Frades Menores, onde acrescentou o patrocínio de St. Yves ao seu nome, fazendo sua profissão no ano seguinte. Foi ordenado em Bourges em 17 de agosto de 1870. Sua ordenação foi feita mais cedo do que no esquema normal, devido à eclosão da Guerra Franco-Prussiana na época. Os capelães militares estavam em grande necessidade, e ele foi rapidamente designado para servir em um hospital militar.
Após a guerra, Jannsoone ajudou a estabelecer um convento em Bordeaux, onde foi nomeado guardião em 1873. Como ele achou o papel insuportável, ele foi dispensado dessa responsabilidade um ano depois. Sua libertação deu-lhe a liberdade de fazer um curso de homilética, no qual ele se destacaria por toda a vida.

## Terra Santa

### Vigário da Custódia
Em 1876, Janssoone se candidatou para servir na Custódia internacional da Terra Santa, responsável pelos locais cristãos de lá e pelos peregrinos que os visitavam desde os dias de seu fundador, São Francisco de Assis. Seus superiores aceitaram seu pedido.
Ele foi inicialmente designado para servir como capelão de uma escola no Cairo, Egito, dirigida pelos Irmãos das Escolas Cristãs. Dois anos depois, ele foi enviado a Jerusalém para servir como Vigário da Custódia, imediatamente sob o Custos. Esta posição era principalmente a de lidar com os deveres administrativos da Custódia, principalmente a manutenção dos santuários cristãos espalhados por toda a Palestina. Além disso, para fornecer um centro para seu trabalho, Janssoone ordenou a construção de uma nova igreja paroquial, Santa Catarina de Belém, adjacente à Igreja da Natividade em Belém.
Para cumprir as exigências de seus deveres, Janssoone precisou examinar dezenas de documentos e manuscritos detalhando as regras de procedimento para o compartilhamento desses locais com cristãos de outras igrejas que haviam sido elaborados ao longo dos séculos de domínio da Terra Santa sob a Império Otomano. Ele compilou um guia para ajudar os frades em suas relações com as outras Igrejas, que ainda hoje são úteis à Custódia. Ele serviu nesse cargo por dez anos.
Além de suas muitas funções administrativas durante esse período, Janssoone também serviu de guia para os muitos peregrinos cristãos que visitaram as Terras Sagradas de todo o mundo. Seu conhecimento e habilidade na apresentação fizeram dele um guia popular. Foi assim que ele conheceu um padre do Canadá, o Abbé Léon Provancher, pastor de Cap-Rouge, no Quebec, que o convidou para vir ao Canadá. Janssoone aceitou a oferta para fazer um tour de angariação de fundos para ajudar os vários projetos de construção da Custódia.

### Uma missão no Canadá
Janssoone chegou a Lévis, Quebec, em 24 de agosto de 1881. Ele imediatamente começou a pregar e a dar palestras pela região. Logo após o início de sua visita, no entanto, ele tropeçou levemente, dando uma palestra sobre liberalismo, sem saber que esse tópico estava causando uma grande divisão entre os políticos e o clero católico ultramontano da província. Caso contrário, seus muitos sermões foram recebidos com entusiasmo pelo povo. Ele pregou em todo o Quebec para grandes multidões. Ele até foi convidado para paróquias de língua francesa na Nova Inglaterra. No entanto, para acalmar as contínuas queixas resultantes do discurso infame do visitante estrangeiro, que em março o arcebispo de Quebec, Elzéar-Alexandre Taschereau, ordenou que Janssoone deixasse a arquidiocese. Taschereau moderou sua ação, no entanto, com o comando de que as coleções para a Custódia da Terra Santa fossem realizadas em todas as igrejas da província eclesiástica todas as sextas-feiras. Esta prática depois se espalhou por toda a Igreja Católica.
Janssoone retornou à Palestina em maio de 1882, exausto e doente. Ele retomou suas funções administrativas e ficou lá por mais seis anos. Mais tarde, escreveria a Provancher que, depois de refletir, para voltar ao Canadá, evitaria completamente o aspecto político que causara tanto tumulto e se concentraria no programa estabelecido por São Francisco, um dos que pregava caridade, penitência e paz, focando em trazer as pessoas de volta a Deus. Ele teria a chance de realizar isso com essa intenção.

## Uma nova casa no Canadá
O impacto da turnê de Janssoone nos católicos de Quebec foi enorme. Eles o viram revivendo uma tradição das missões franciscanas para aquela nação que havia começado na fundação da Nova França e terminado com a morte do último frade recoleto em 1813. Isso se deve ao fato de que, após sua conquista pela Grã-Bretanha em 1759, outros candidatos à Ordem foram proibidos. Pedidos repetidos às autoridades da Ordem Franciscana finalmente resultaram em sua missão de servir a Custódia no Canadá de forma permanente.
Janssoone voltou ao Canadá de maneira permanente no final de junho de 1888 e, em agosto, já havia começado a construir uma residência, chamada Fraternidade São José, em Trois-Rivières, que era a primeira comunidade de Frades Menores no Canadá em uma geração. O convento era considerado um comissariado da Ordem Franciscana, um pequeno centro de recrutamento e captação de recursos. Uma estrutura nova e mais permanente foi construída em 1903.
Logo após sua chegada, Janssoone foi atraído pela promoção do santuário mariano local de Notre-Dame-du-Cap por Mons. Louis-François Richer Laflèche, o bispo de Trois-Rivières, que queria reviver o santuário construído ali pelo pastor daquela cidade. Ele concordou com isso com relutância. Ele então começou a percorrer toda a província para promover visitas ao santuário. Janssoone organizaria viagens de trem e barco para as muitas pessoas que ele começou a atrair para o local. Ele pregaria lá e dedicaria o povo a Nossa Senhora do Rosário, sua padroeira. Milagres incríveis começaram a ocorrer, atraindo multidões cada vez maiores. Quando o trabalho foi dado aos Padres Oblatos em 1902, as visitas ao santuário eram de 30.000 a 40.000 por ano.
Enquanto ocupado com isso, a pedido de seus superiores, Janssoone começou a empreender grandes campanhas de arrecadação de fundos que exigiam viagens por toda a província, uma tarefa que ele realizou por quinze anos. Ele pregava nas igrejas e ia de casa em casa para isso, enfrentando a dureza do inverno e dos cães de fazenda canadenses, vendendo alguns dos muitos livros que escrevia à noite, em vez de dormir. Ele tinha apenas um casaco e costumava dormir no chão durante essas viagens. Além disso, ele também organizou peregrinações ao outro dos dois grandes santuários de Quebec, o Sainte-Ann-de-Beaupré. Notre-Dame-du-Cap também é chamada de Cap-du-Madeleine.
Em um serviço adicional ao movimento franciscano, desde sua primeira chegada ao Canadá, Janssoone trabalhou para reviver a Terceira Ordem de São Francisco, estabelecida pelos frades recoletos em 1681, mas diminuiu desde a incorporação da colônia na Grã-Bretanha. Ele atuou como diretor espiritual das fraternidades sobreviventes espalhadas pela província de Quebec. Além disso, ele também estava trabalhando dentro de sua própria ordem para planejar seu restabelecimento no Canadá. Isso foi realizado em 1890 pelo estabelecimento de um convento em Montreal. Isso levou à fundação da Província de São José, no Canadá, que está intimamente ligada à missão na Terra Santa desde a sua fundação, devido ao papel de Janssoone em sua fundação.

## Morte e veneração
Janssoone foi para a cama em junho de 1916, fisicamente desgastado por seus muitos esforços em seus ministérios e com muita dor. Ele foi internado na enfermaria franciscana de Montreal, onde foi diagnosticado com câncer de estômago. Depois de quase dois meses de intensa dor, ele morreu no dia 4 de agosto seguinte. Seu corpo foi devolvido a Trois-Rivières, onde ele foi enterrado na pequena capela que ele havia construído anexada ao mosteiro.

O processo para sua canonização foi iniciado em 1927. Investigações sobre sua vida foram feitas no Canadá, França e Egito, e seus muitos escritos foram examinados. Em 25 de outubro de 1988, Janssoone foi beatificado em Roma pelo papa João Paulo II.  Seu túmulo está na capela de Santo Antônio em Trois-Rivières e tornou-se um local de peregrinação.